# Moulin de Montefiore
Le moulin de Montefiore est un monument historique de Jérusalem.

## Histoire
Édifié en 1857 sur une colline face à la muraille ouest de la vieille ville de Jérusalem, ce moulin à vent se situe dans les environs de la porte de Jaffa. Il est bâti sur le terrain où sera fondé dans les années 1860 le quartier juif de Mishkenot Sha'ananim par le philanthrope Sir Moses Montefiore, dont il porte le nom. 
Le moulin domine le panorama du quartier de Yemin Moshé. Il abrite aujourd'hui un petit musée consacré à Moses Montefiore. Il n'a jamais fonctionné par suite du manque de vent là où il a été construit. 
Il a été restauré à plusieurs reprises, notamment au lendemain de la guerre de 1948 et en 2012.

## Galerie

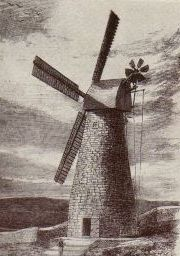
Le moulin en 1858
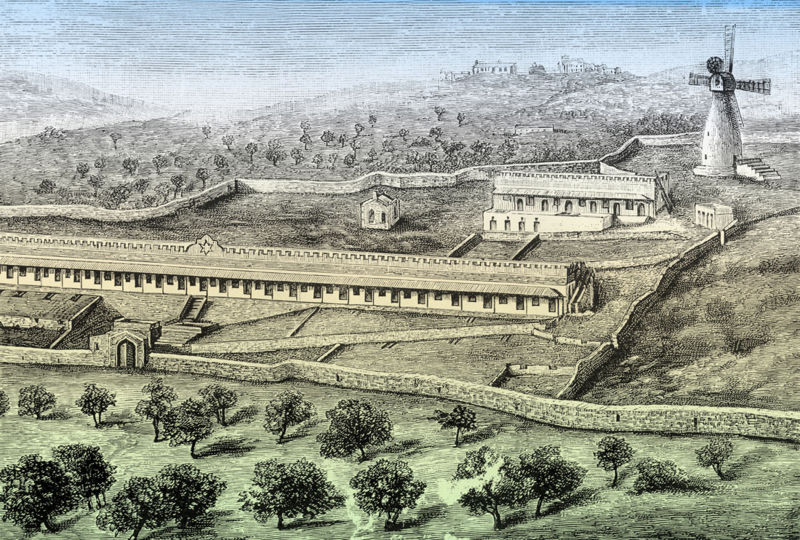
Mishkenot Sha'ananim et le moulin en 1880
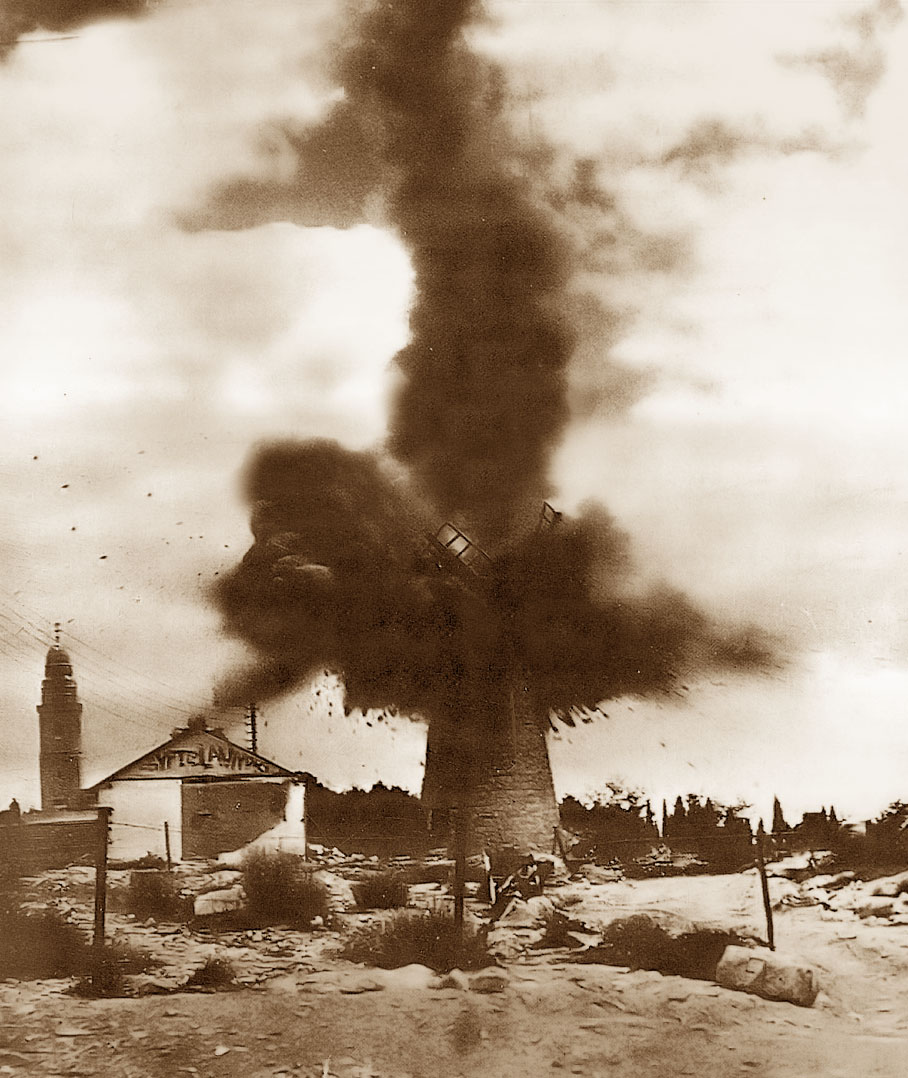
Explosion du moulin en 1948
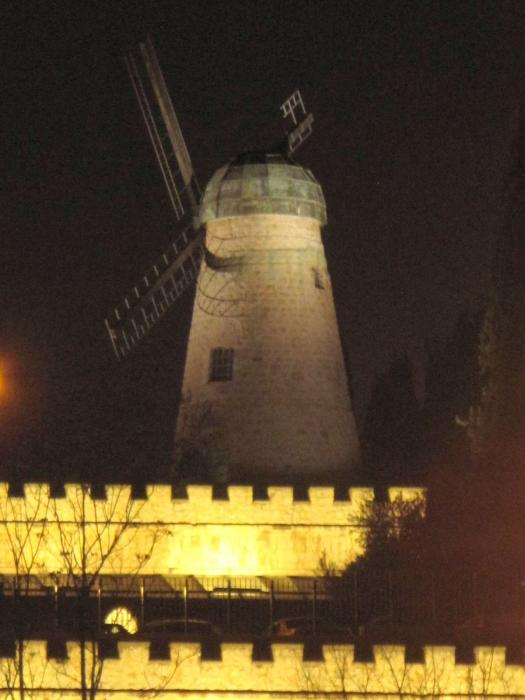
Vue nocturne du moulin en 2009
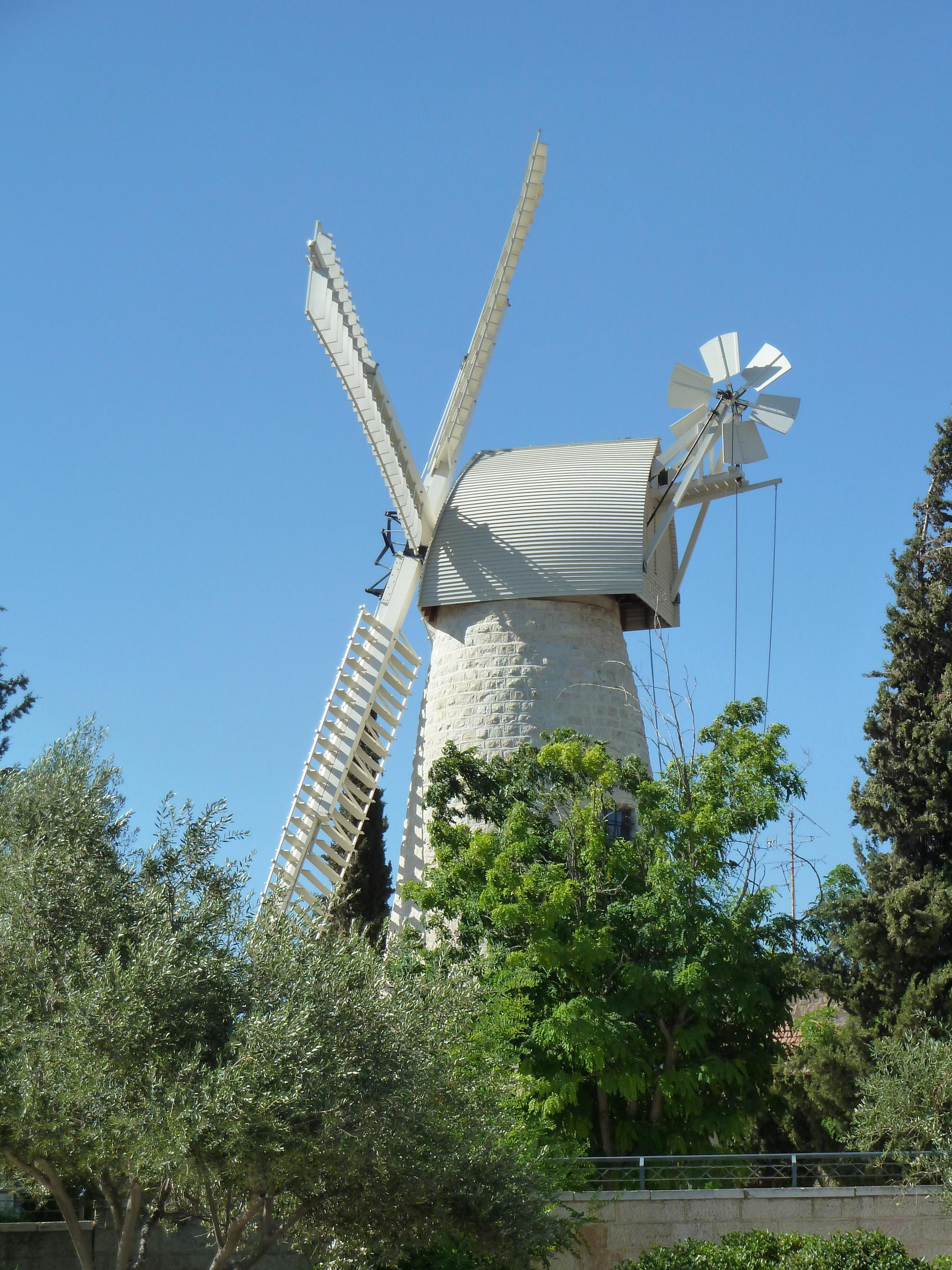
Le moulin après les restaurations de 2012 et le retour à la toiture d'origine